# The Midnight Girl (film, 1919)
Pour les articles homonymes, voir The Midnight Girl.
The Midnight Girl est un court métrage américain muet en noir et blanc sorti en 1919.

## Fiche technique
- Titre : The Midnight Girl
- Réalisation :
- Scénario : Adolf Philipp
- Société de production : Adolf Philipp Film
- Pays :  États-Unis
- Genre :
- Durée :
- Format : Noir et blanc - muet
- Date de sortie : 1919

## Distribution
- Adolf Philipp
- Marie Pagano
- Gladys MacClure
- Phil Sanford
- Edward Elkas
- Joseph Marquis
- Pauline de Palla
- Hal Peel